# دارة نجمية

الدارة النجمية
لجهد ذو ثلاثة أطوار 230 فولط. انزياح الطور 120°

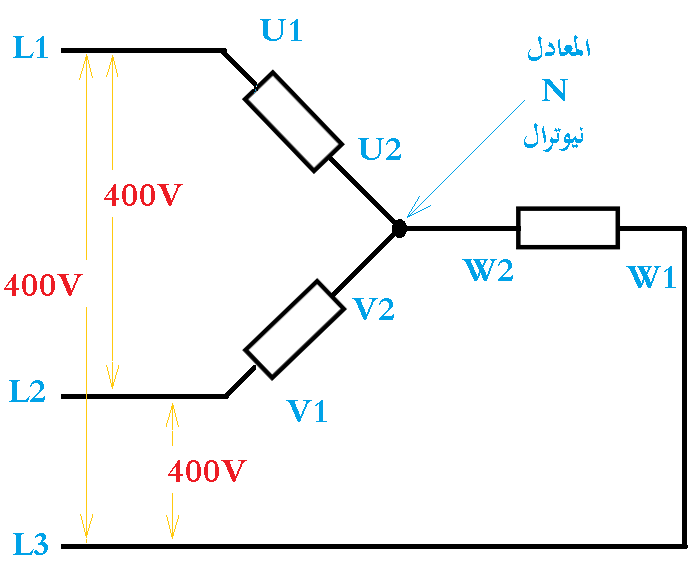

في نظام ثلاثى الاطوار يتكون جهد المصدر الكهربائي من ثلاثة اطوار L1 و L2 و L1) L3 يمثل طرف الطور الأول ، L2 طرف الطور الثاني ، L3 طرف الطور الثالث). تلك الأطراف يجدها المستهلك على لوحة توزيع عنده . وتستخدم لتشغيل محرك كهربائي يعمل بالثلاثة أطوار ، كما لها استخدامات أخرى عادية ، مثل الإنارة أو التدفئة . كل طور من أطوار الجهد تكون منزاحة عن الأخرى 120 درجة (زاوية) حيث يكوّن مجموع الثلاثة إزاحات دورة .
فيكون التوصيل نجمة بربط نهايات كل ملف مع بعض (U2,V2,W2)، وتربط مع النيوترال N، والبدايات (U1,V1,W1) مع المصدر (L1 و L2و L3) أو بالنسبة للجهود فهي V3 ; V2 ; V1 .

## مميزات الدارة النجمية
وتتميز توصيلة الدارة النجمية - والتي يرمز لها بالرمز (Y) - بإمكانية استخدام النقطة النجمية (نقطة الوسط) التي تجمع I2 و I3 و I1 وإنشاء فيها طرف التعادل أو الخط الحيادي ويرمز له بالرمز N .
تقدم الدائرة النجمية نوعين من الجهد الكهربائي :
- بين أحد الأطراف (L1 أو L2 أو L3) وبين المتعادل N فيبلغ الجهد 230 فولط،
- بين أي اثنين من الأطراف الخارجية مثل L1 و L2, فيبلغ الجهد 400 فولط .

ويمكن حساب معامل التوصيل بين الجهد الخارجي/خارجي (400 فولط )إلى الجهد الخارجي/الجهد النجمي (230 فولط)، وهذا المعامل يساوي الجذر التربيعي لـ 3 ، أي 1,732.
فمثلا إذا كان الجهد الناتج عند النقط النجمية 230 فولط فيكون الجهد على الأطراف :
{\displaystyle \mathrm {230\,V} \cdot {\sqrt {3}}\approx \mathrm {398{,}37\,V} }
في بعض البلاد يقدم التيار الثلاثي بجهد كهربائي على الأطراف
380 فولط وتعطي توصيلة من L1 و N مثلا جهدا قدره 220 فولط . يستطيع المستهلك تشغيل محركاته الكهربائية وآلاته بالجهد 380 فولط ويستخدم 220 فولد للإنارة والتسخين والتدفئة .
ويمكن بواسطة استخهدام محولات كهربائية مناسبة تحويل دارة رباعية الأطراف إلى دارة ثلاثية الأطراف والعكس .

## اقرأ أيضا
- توصيل دلتا
- تيار أحادي الطور
- تيار ثلاثي الطور
- محرك كهربائي
- خط جهد عالي
- نقل الكهرباء
- مغناطيس كهربي
- طور الموجة
- تيار متردد
- الدائرة المكافئة